# 모델-뷰-프리젠터

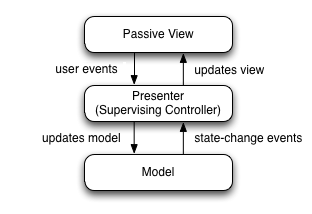

모델-뷰-프리젠터(model-view-presenter, MVP)는 모델-뷰-컨트롤러(MVC) 아키텍처 패턴의 파생 패턴으로,사용자 인터페이스를 개발하기 위해 대부분 사용된다.
MVP에서 프리젠터는 "middle-man"의 기능을 담당한다. MVP에서는 모든 프레젠테이션 로직은 프리젠터로 넘어간다.

## 예시
```
public
 
class
 
DomainView
 
:
 
IDomainView

{

    
private
 
IDomainPresenter
 
domainPresenter
 
=
 
null
;

    
///<summary>Constructor</summary>

    
public
 
DomainView
()

    
{

        
domainPresenter
 
=
 
new
 
ConcreteDomainPresenter
(
this
);

    
}

}

```

## 같이 보기
- 다층 구조
- 모델-뷰-컨트롤러
- 모델-뷰-뷰모델